# Friedrich Geyer
Friedrich August Karl Geyer, född 12 mars 1853 i Grossenhain i Sachsen, död 22 januari 1937 i Tharandt, var en tysk politiker. Han var far till Curt Geyer. 
Geyer var först tobaksarbetare, därpå cigarrfabrikör och 1890–95 medarbetare i Leipziger Volkszeitung. Han utgav 1895–1918 "Der Tabakarbeiter", var 1885–97 ledamot av Sachsens andra kammare, 1886–1918 av tyska riksdagen samt 1919–20 av nationalförsamlingen i Weimar och från 1920 ledamot av Weimarrepublikens riksdag. Han tillhörde 1871–1916 det socialdemokratiska partiet, övergick sedan till de oavhängiga socialdemokraterna och från 1923 det återförenade socialdemokratiska partiet. Vid revolutionen i Sachsen 1918 var han en av ledarna och var november 1918 till januari 1919 sachsisk finansminister.